# Széthi (alkirály)

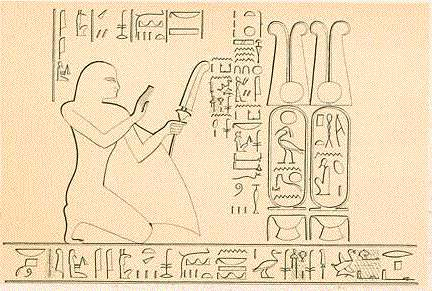
Széthi ábrázolása Szehelben

Széthi ókori egyiptomi tisztségviselő, Kús alkirálya volt a XIX. dinasztia korának végén, Sziptah fáraó uralkodása alatt. Felesége neve Amenemtaiau volt, fiuk, Amenemheb főíjász, őfelsége harci kocsizója, a déli földek felügyelője.
Széthi említései:
- Rehpehtuf királyi hírvivő felirata Abu Szimbelben, melyen kijelenti, hogy akkor járt itt, „amikor ura idejött kinevezni Kús alkirályát. Széthit pozíciójába”. Széthi címei itt: „örökös herceg”, „nemesember”, „Kús alkirálya”, „Ámon arany földjeinek felügyelője”, „legyezőhordozó a király jobbján”, „a fáraó levelezésének királyi írnoka”, „az istálló első elöljárója”, „a király szeme Felső-Egyiptomban”, „a király füle Alsó-Egyiptomban”, „Thot holdisten főpapja”, „a kincstár felügyelője” és „a levelek írnokainak felügyelője Ramszesz-Meriamon palotájának udvarában.”[2]
- Noferhór királyi hírvivő felirata Buhenben, melyen említi, hogy „jutalmakat hozott Ta-Szet hivatalnokainak és elhozta Kús alkirályát, Széthit első útjára”.
- Említik emellett Szehelben, valamint az Asszuán és Philae közti úton, illetve fia, Amememheb egyes emlékművein is.

## Fordítás
- Ez a szócikk részben vagy egészben  a   Seti (Viceroy of Kush) című angol Wikipédia-szócikk ezen változatának fordításán alapul.  Az eredeti cikk szerkesztőit annak laptörténete sorolja fel. Ez a jelzés csupán a megfogalmazás eredetét és a szerzői jogokat jelzi, nem szolgál a cikkben szereplő információk forrásmegjelöléseként.